# 2区分・3区分・4区分
2区分･3区分･4区分（にくぶん･さんくぶん･よんくぶん）は、占星術における主な各サインの区分の方法である。

## 2区分 (人はサインの12宮もある)
| サインの名称               | 通称       | 2区分 |
| -------------------------- | ---------- | ----- |
| 白羊宮（はくようきゅう）   | おひつじ座 | 男性  |
| 金牛宮（きんぎゅうきゅう） | おうし座   | 女性  |
| 双児宮（そうじきゅう）     | ふたご座   | 男性  |
| 巨蟹宮（きょかいきゅう）   | かに座     | 女性  |
| 獅子宮（ししきゅう）       | しし座     | 男性  |
| 処女宮（しょじょきゅう）   | おとめ座   | 女性  |
| 天秤宮（てんびんきゅう）   | てんびん座 | 男性  |
| 天蝎宮（てんかつきゅう）   | さそり座   | 女性  |
| 人馬宮（じんばきゅう）     | いて座     | 男性  |
| 磨羯宮（まかつきゅう）     | やぎ座     | 女性  |
| 宝瓶宮（ほうへいきゅう）   | みずがめ座 | 男性  |
| 双魚宮（そうぎょきゅう）   | うお座     | 女性  |

## 3区分（クオリティ）
| サインの名称               | 通称       | 3区分（クオリティ） |
| -------------------------- | ---------- | ------------------- |
| 白羊宮（はくようきゅう）   | おひつじ座 | 活動                |
| 金牛宮（きんぎゅうきゅう） | おうし座   | 不動                |
| 双児宮（そうじきゅう）     | ふたご座   | 柔軟                |
| 巨蟹宮（きょかいきゅう）   | かに座     | 活動                |
| 獅子宮（ししきゅう）       | しし座     | 不動                |
| 処女宮（しょじょきゅう）   | おとめ座   | 柔軟                |
| 天秤宮（てんびんきゅう）   | てんびん座 | 活動                |
| 天蝎宮（てんかつきゅう）   | さそり座   | 不動                |
| 人馬宮（じんばきゅう）     | いて座     | 柔軟                |
| 磨羯宮（まかつきゅう）     | やぎ座     | 活動                |
| 宝瓶宮（ほうへいきゅう）   | みずがめ座 | 不動                |
| 双魚宮（そうぎょきゅう）   | うお座     | 柔軟                |

## 4区分（エレメント）
| サインの名称               | 通称       | 4区分（エレメント） |
| -------------------------- | ---------- | ------------------- |
| 白羊宮（はくようきゅう）   | おひつじ座 | 火                  |
| 金牛宮（きんぎゅうきゅう） | おうし座   | 地                  |
| 双児宮（そうじきゅう）     | ふたご座   | 風                  |
| 巨蟹宮（きょかいきゅう）   | かに座     | 水                  |
| 獅子宮（ししきゅう）       | しし座     | 火                  |
| 処女宮（しょじょきゅう）   | おとめ座   | 地                  |
| 天秤宮（てんびんきゅう）   | てんびん座 | 風                  |
| 天蠍宮（てんかつきゅう）   | さそり座   | 水                  |
| 人馬宮（じんばきゅう）     | いて座     | 火                  |
| 磨羯宮（まかつきゅう）     | やぎ座     | 地                  |
| 宝瓶宮（ほうへいきゅう）   | みずがめ座 | 風                  |
| 双魚宮（そうぎょきゅう）   | うお座     | 水                  |

## その他の区分
他にも、次のような区分の方法がある。
- 獣象サイン：白羊宮、金牛宮、獅子宮、人馬宮の後半、磨羯宮
- 人象サイン：双児宮、処女宮、天秤宮、人馬宮の前半、宝瓶宮
- 豊穣サイン：巨蟹宮、天蝎宮、双魚宮(まれに金牛宮を含むことがある)
- 不毛サイン：双児宮、獅子宮、処女宮(まれに白羊宮や人馬宮を含むことがある)
- 複合サイン：双児宮、人馬宮、双魚宮
- 勇猛サイン：獅子宮、人馬宮の後半
- 雄弁サイン：双児宮、天秤宮、宝瓶宮
- 沈黙サイン：巨蟹宮、天蝎宮、双魚宮
- 平分サイン：白羊宮、天秤宮
- 回帰サイン：巨蟹宮、磨羯宮